# 俘虜記
『俘虜記』（ふりょき）は大岡昇平が発表した連作小説。

## 概要
1948年に創元社で刊行された。あとがきには「俘虜収容所の事実を藉りて、占領下の社会を諷刺するのが、意図であった。5年にわたって書き継いだ為、その間情勢と私の考えに変化があり、一本調子ではない｣とある。内容は大きく二つに分かれ、前半が俘虜になる前、後半が俘虜となった後の生活を描いたもの。成城高校時代のかつての家庭教師、小林秀雄に「何でもいいから書きなせえ、書きなせえ。あんたの魂の事を書くんだよ。描写するんじゃねぇぞ。」と、勧められて書き始めた作品。米兵について言及した箇所があるため、敗戦1年後ではすぐに発表することが躊躇われ、1948年に「捉まるまで」の章を発表した。
「戦争文学」とはいうものの、通常の戦争文学（戦場文学）とは異なる。
1. 「米兵を何故撃たなかったか」という命題を明晰な文体で省察した点。
2. 収容所という「社会」を悲痛に、ユーモラスに描いた点。特に、人間のエゴや堕落を洞察し、細かく分析して描写した点。

## 当時の評価
「捉まるまで」の章を発表した当時、懐疑的な批評もあったが、おおむね好評であり、特に小林秀雄は賞賛した。「パロの陽」まで4章を含めて刊行された『俘虜記』（刊行版では全13章）は翌1949年に第1回横光利一賞を受賞し、文壇での地位を固めた。

## 現行版
- 『俘虜記』 新潮文庫、改版2010年8月。ISBN 4101065012